# Biflustra hugliensis
Biflustra hugliensis is een mosdiertjessoort uit de familie van de Membraniporidae. De wetenschappelijke naam van de soort is, als Membranipora hugliensis, voor het eerst geldig gepubliceerd in 1921 door Robertson.